# Барич (Нижньосілезьке воєводство)
Барич (пол. Barycz) — село в Польщі, у гміні Мсцивоюв Яворського повіту Нижньосілезького воєводства.
Населення — 68 осіб (2011).
У 1975-1998 роках село належало до Легницького воєводства.

## Демографія
Демографічна структура станом на 31 березня 2011 року:
|          | Загалом | Допрацездатний вік | Працездатний вік | Постпрацездатний вік |
| -------- | ------- | ------------------ | ---------------- | -------------------- |
| Чоловіки | 32      | 4                  | 20               | 8                    |
| Жінки    | 36      | 10                 | 13               | 13                   |
| Разом    | 68      | 14                 | 33               | 21                   |